# Har HaRuaẖ
Har HaRuaẖ (hebreiska: הר הרוח) är ett berg i Israel.   Det ligger i distriktet Jerusalem, i den nordöstra delen av landet. Toppen på Har HaRuaẖ är 773 meter över havet, eller 52 meter över den omgivande terrängen. Bredden vid basen är 0,64 km.
Terrängen runt Har HaRuaẖ är huvudsakligen kuperad. Runt Har HaRuaẖ är det tätbefolkat, med 913 invånare per kvadratkilometer. Närmaste större samhälle är Jerusalem, 12,9 km öster om Har HaRuaẖ. Omgivningarna runt Har HaRuaẖ är i huvudsak ett öppet busklandskap.